# Popmusic z Vittuly
Popmusic z Vittuly (švédsky Populärmusik från Vittula) je švédsky psaný román Mikaela Niemiho z roku 2000. Kniha byla zpracována také v divadle a filmu. Příběh vypráví o chlapci, který dospívá v severošvédské Pajale na hranicích s Finskem. Kniha byla brzy přeložena do mnoha jazyků včetně češtiny. Román byl prvním velmi úspěšným dílem autora, zejména v severských státech.
Hrdinou románu je Matti vzpomínající na své dětství a dospívání v 60. a 70. letech 20. století údolí řeky Torne, ve švédsko-finském prostředí. Děj a okolnosti příběhu jsou popisovány v ich-formě. Matti pochází z Vittulajänkä (Kundomočál), skutečné části obce Pajala. Název domorodci zkracují na  Vittula. Postupně vypráví svůj životní příběh, ve kterém se kloubí příroda a životní podmínky lidí v údolí, vlastní růst, první lásky, hledání vlastní i národní identity, poznávání světa, politika, náboženství a hudba. Kniha obsahuje vulgarismy.
Česky román vyšel poprvé roku 2003 v překladu Zbyňka Černíka. Za překlad byla udělena tvůrčí odměna v rámci Ceny Josefa Jungmanna.